# 2003 UC414
2003 UC414, também escrito como 2003 UC414, é um corpo celeste que é classificado como um centauro, numa classificação estendida de centauros. Ele possui uma magnitude absoluta de 8,3 e tem um diâmetro estimado de cerca de 96 km.

## Descoberta
2003 UC414 foi descoberto no dia 30 de outubro de 2003.

## Órbita
A órbita de 2003 UC414 tem uma excentricidade de 0,637 e possui um semieixo maior de 44,936 UA. O seu periélio leva o mesmo a uma distância de 16,327 UA em relação ao Sol e seu afélio a 73,545 UA.